# Malin Space Science Systems
Malin Space Science Systems (o MSSS) es una compañía en San Diego, California, que diseña, desarrolla y opera instrumentos para volar vehículos espaciales no tripulados. MSSS es dirigida por el científico en jefe y CEO Michael C. Malin.
Fundada en 1990, su primera misión fue en 1993, la misión fallida Mars Observer, en la cual desarrollaron y operaron el sistema de datos de suelo de la cámara Mars Observer. Después de esta misión, fueron seleccionados para proveer la cámara principal del Mars Global Surveyor. También desarrollaron las cámaras que fueron utilizadas en Mars Polar Lander, Mars Climate Orbiter, 2001 Mars Odyssey, Mars Reconnaissance Orbiter y Phoenix lander. 

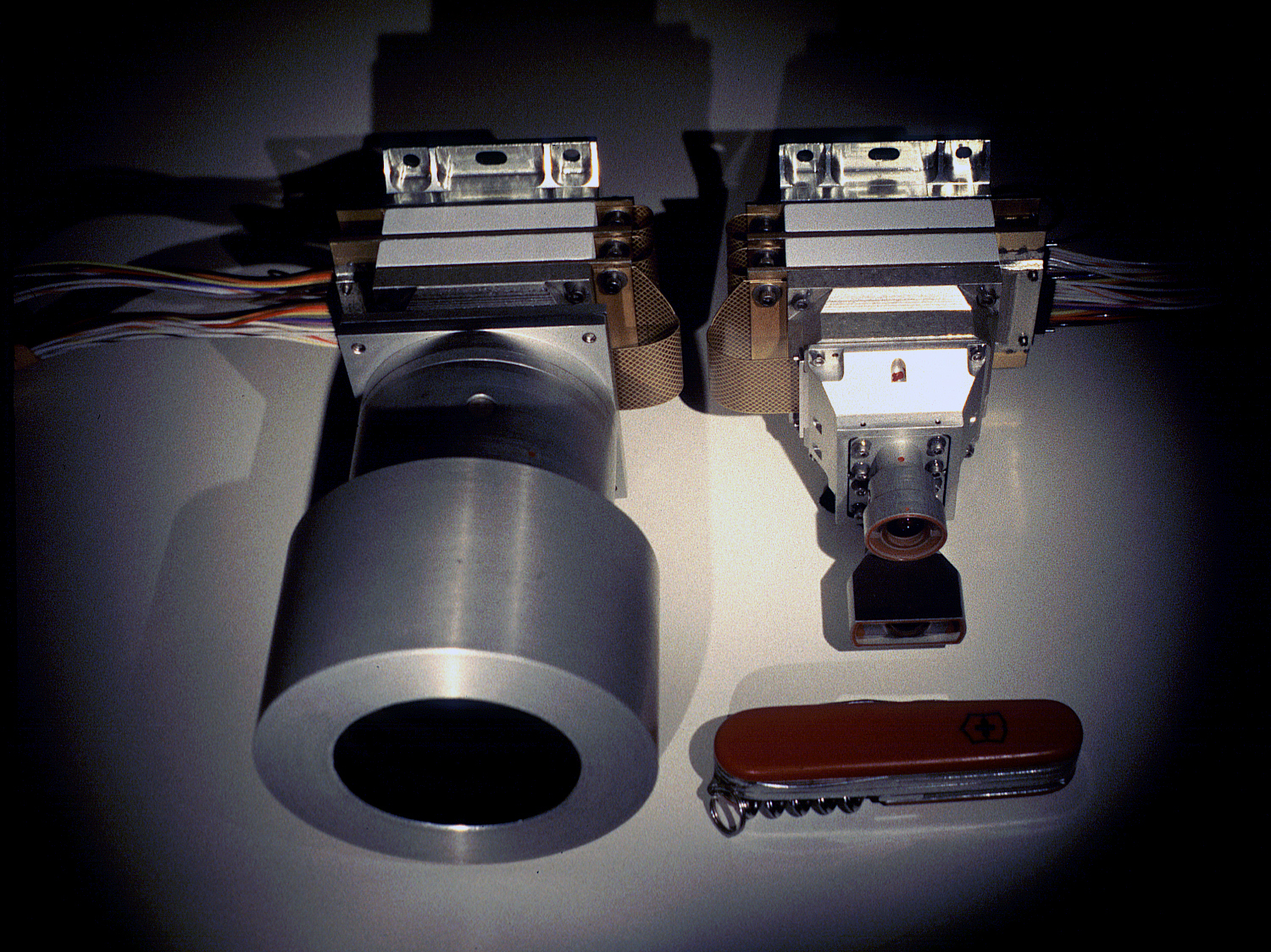
Mars Color Imager en la Mars Reconnaissance Orbiter

Uno de sus instrumentos más exitosos hasta la fecha fue la Mars Observer Camera (MOC), a bordo del Mars Global Surveyor, puesto en órbita alrededor de Marte en septiembre de 1997. Desde esa fecha y hasta noviembre de 2006, la MOC tomó más de 243 000 imágenes de Marte, algunas a una muy alta resolución. Entre los éxitos más notables de las MOCs destacan las fotografías de los lugares de aterrizaje de dos Mars Exploration Rovers (fue localizado el escudo térmico desechado de uno de los rovers). Aún antes de que aterrizaran, las imágenes de la MOC fueron muy útiles en la selección del destino de los dos rovers.
Después de más de nueve años de actividad, la Mars Global Surveyor dejó de enviar información a la Tierra y ahora está perdida junto con todos sus instrumentos, incluyendo la MOC.
Para la Mars Reconnaissance Orbiter, iniciada el 12 de agosto de 2005, MSSS construyó la Mars Color Imager (MARCI) que toma fotografías panorámicas, vistas globales diarias de marte y el Context Imager (CTX) que tiene una resolución de seis metros. 
El Mars Science Laboratory fue iniciado en 2001 y tiene 3 cámaras del MSSS. La MastCam es la cámara principal a bordo, toma fotografías en movimiento e instantáneas de los alrededores. La 'HandLens Imager' está en el brazo instrumental y ofrece imágenes de cerca del suelo y rocas marcianas. Finalmente la Mars Descent Imager (MARDI) imágenes de alta resolución del suelo durante el aterrizaje.
En diciembre de 2004, MSSS fue seleccionado para proporcionar tres cámaras para la misión (2008) Lunar Reconnaissance Orbiter, contratados por la Northwestern University. Recientemente, la MSSS ha desarrollado la JunoCam para la Juno Jupiter Mission, que fue iniciada en 2011.

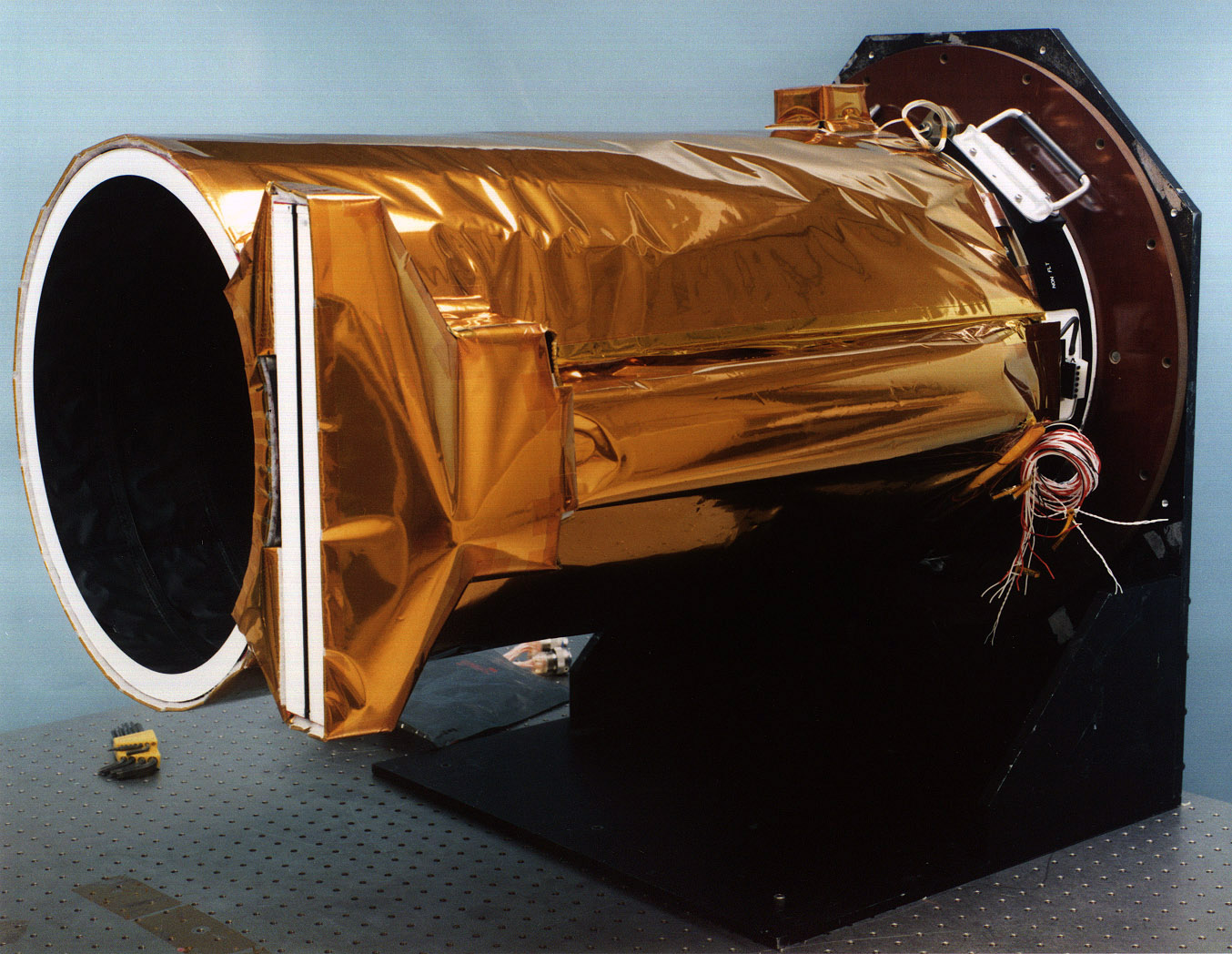
La Mars Orbiter Camera, construida por Malin Space Science Systems y utilizada por la NASA en el Mars Observer y en el Mars Global Surveyor.

## Agua líquida en Marte
En junio de 2000, evidencia de la existencia de agua debajo de la superficie de Marte fue descubierta en la forma de zanjas que asemejan una inundación. La pregunta que fue hecha inmediatamente fue: ¿Es un proceso en curso o es una antigua evidencia muy bien conservada de un flujo de agua/líquido? La mayoría de los científicos concuerda que es más probable que haya existido un flujo de agua en un pasado distante.
Los controladores de la cámara de Malin intentaron responder esta pregunta tomando fotos de las mismas localizaciones, y en 2005 las observaciones mostraron dos áreas donde se rpodujeron claros cambios entre cada fotografía (en otras palabras, la actividad estaba ocurriendo en ese momento y no eran actividades ancestrales).
El 6 de diciembre de 2006, MSSS anunció el descubrimiento de evidencias que muestran el probable flujo de agua líquida en Marte en los últimos cinco años. En una conferencia de prensa, la NASA mostró imágenes tomadas por el Mars Global Surveyor que sugieren el flujo ocasional de agua líquida en la superficie de Marte. Las imágenes en realidad no mostraron agua fluyendo. Más bien, mostraron cambios en cráteres y depósitos de sedimento, proporcionando la evidencia más fuerte de que el curso de agua a través de ellos provocó esos cambios recientemente, y quizás lo continua haciendo en la actualidad. Los resultados fueron publicado el 8 de diciembre de 2006 en la edición del periódico Science.
Malin Space Science Systems publicó diversos documentos que describen lo que encontraron:
- New Gully Deposit in a Crater in Terra Sirenum: Evidence That Water Flowed on Mars in This Decade?
- Support for Hypothesis that Groundwater is Source for Fluid Responsible for Erosion in Martian Gullies
- Why the New Gully Deposits Are Not Dry Dust Slope Streaks

Antes del artículo de diciembre de 2006, algunos investigadores estaban escépticos a la creencia de que el agua líquida fuera responsable de los cambios en la superficie marciana observados por la nave espacial. Dijeron que otros materiales como arena o polvo puede fluir como un líquido y producir resultados similares. Al momento, (finales de 2006) la hipótesis del agua parece fuerte, aunque se necesita más evidencia. Para mayor información, ver Vida en Marte.

## Arañas marcianas

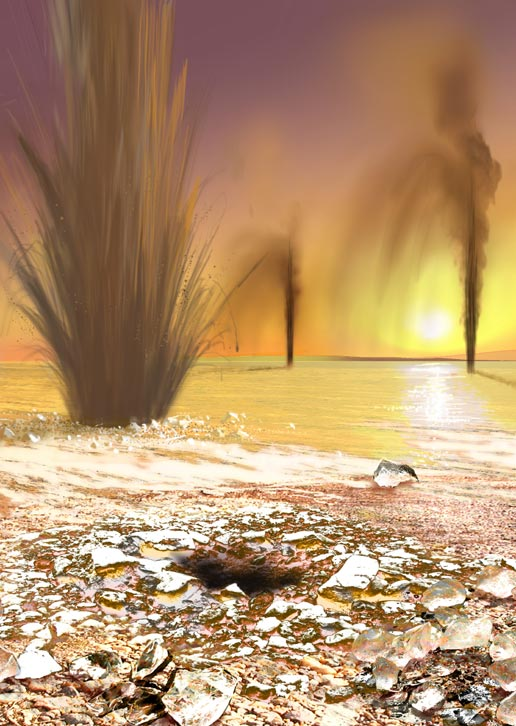
Concepto artístico que muestra erupciones de arena provenientes de arañas marcianas, produciendo 'manchas de dunas oscuras'. (publicado por la NASA; artista: Ron Miller.)

Las cámaras de MSSS a bordo del Mars Global Surveyor, produjeron imágenes de alta resolución que también fueron procesadas por el Malin Space Science Systems, y descubrieron los fascinantes rasgos polares informalmente conocidos como 'manchas de dunas oscuras' y 'arañas'. El origen de las manchas de dunas oscuras y de los rayos ascendentes oscuros que emanan de ellos es aun incierto, y varias hipótesis han sido puestas en marcha sobre el origen y el proceso de formación de dichas manchas. El modelo actual propuesto por la NASA y equipos europeos proponen un sistema frío parecido a los géiseres que expulsa CO2 y arena oscura basáltica. El congelamiento estacional de algunas áreas cerca del casquete nevado del sur da como resultado la formación de bloques de un metro de grosor transparente de hielo seco por encima del suelo. Con la llegada de la primera, la luz solar calienta el subsuelo y presiona para que expulse el CO2 formado debajo del bloque, elevando y finalmente rompiéndolo. Esto lleva a erupciones tipo géiser de gas de CO2 mezclado con arena oscura basáltica o polvo. Este proceso es rápido, sucede en el transcurso de algunos días, semanas o meses, a una tasa de crecimiento inusual en geología - especialmente para Marte. El gas precipitado encontrado en la parte inferior del bloque de hielo esculpe un patrón parecido a una araña de canales radiales debajo del hielo. 

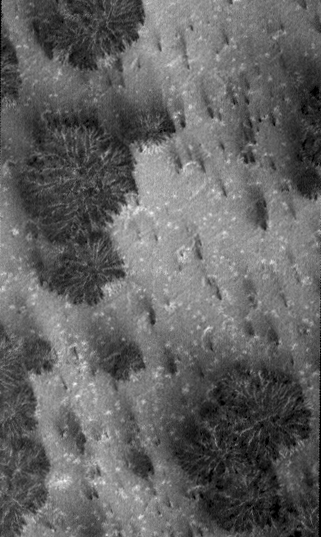
Manchas de dunas oscuras en Marte, tomadas por el Mars Global Surveyor y publicadas el 16 de octubre de 2000.
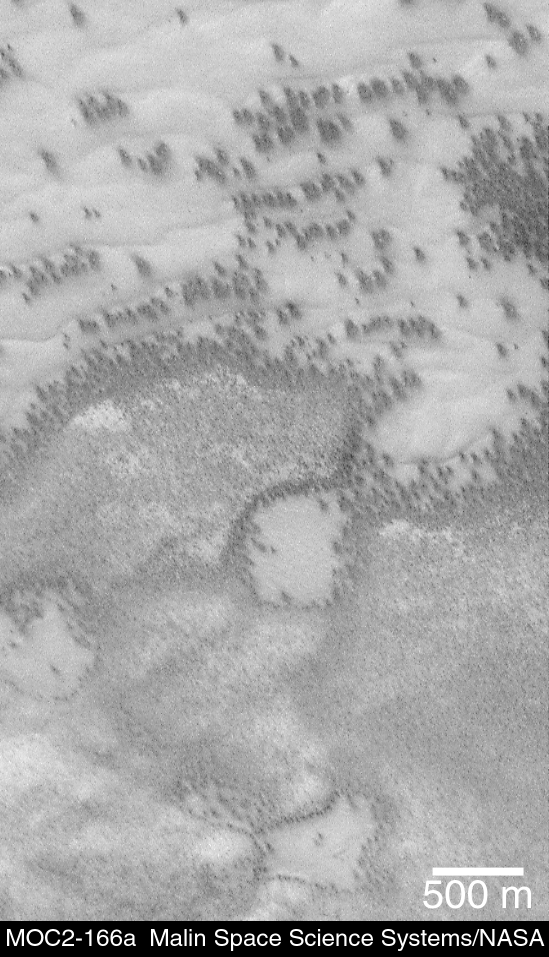
Manchas de dunas oscuras en Marte, tomadas por el Mars Global Surveyor el 10 de agosto de 1999.
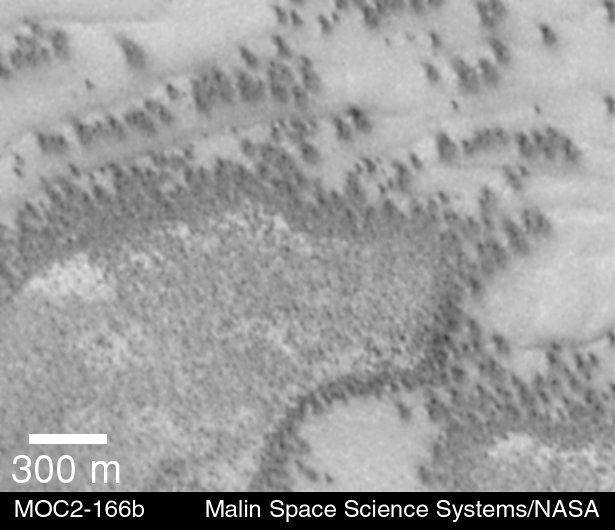
Manchas de dunas oscuras en Marte, tomadas por el Mars Global Surveyor el 10 de agosto de 1999.
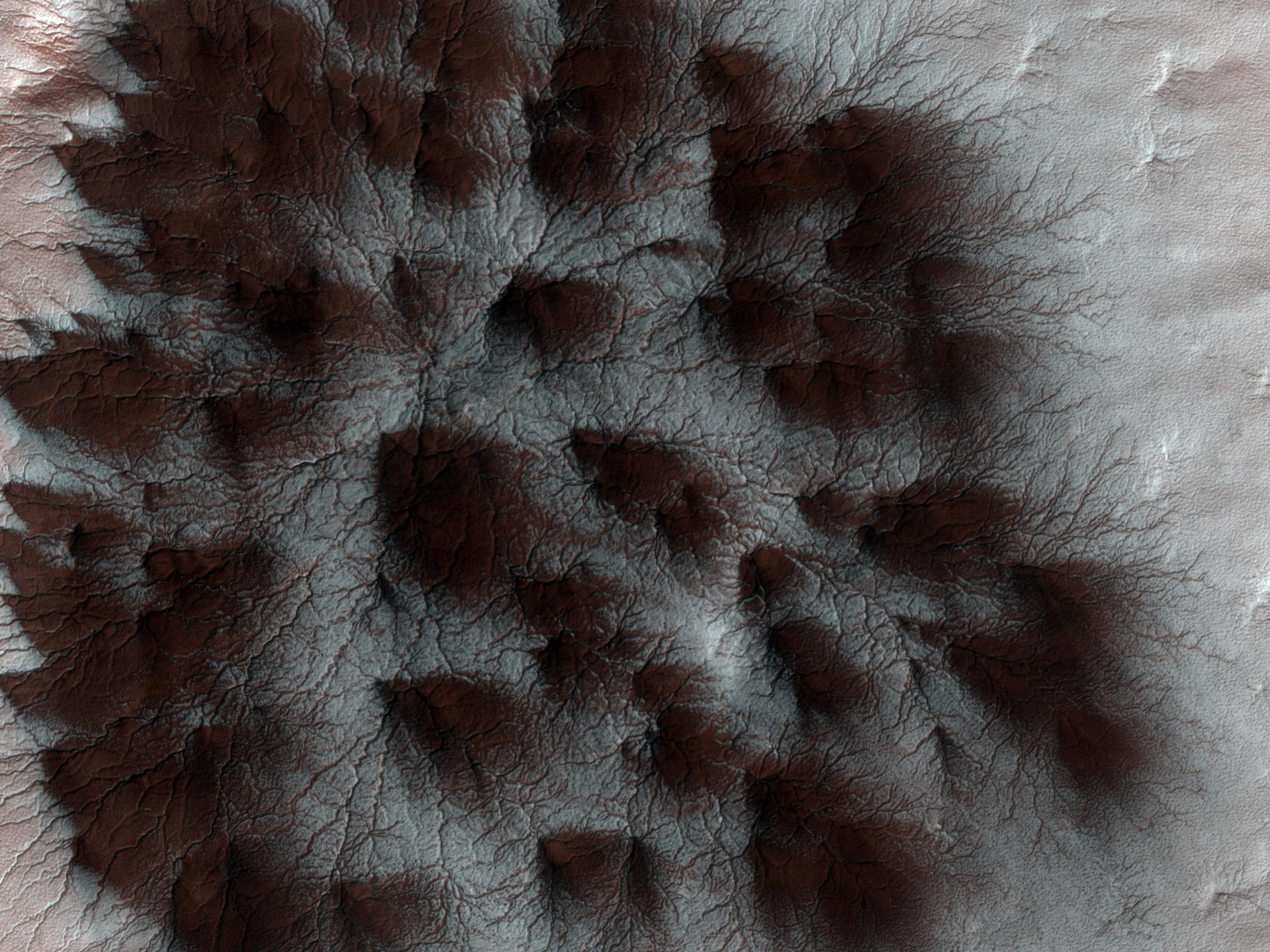
Una 'araña' grande aparentemente emanando sedimento para formar manchas de dunas oscuras. Tamaño del área: 1 km (0,6 mi) a lo largo.

## Lista de productos
Malin ha manufacturado las siguientes cámaras para naves espaciales de la NASA:
- Mast Camera on Mars Curiosity Rover (MastCam)
- Mars Hand Lens Imager (MAHLI)
- Mars Descent Imager (MARDI)
- Mars Color Imager
- Context (CTX) Camera
- Mars Orbiter Camera
- JunoCam